# Mazatán
Mazatán este un municipiu în statul Sonora, Mexic. A fost fondat în secolul al XVII-lea de iezuitul Juan Nentuig.
1. ↑  Institutul național de statistică, geografie și informatică
2. ↑   https://micodigopostal.org/sonora/mazatan/ Lipsește sau este vid: |title= (ajutor)